# Alqueire
Alqueire (do árabe al kayl) designava originalmente uma das bolsas ou cestas de carga que se punham, atadas, sobre o dorso e pendente para ambos os lados dos animais usados para transporte de carga. Logo, o conteúdo daquelas cestas ou bolsas, mais ou menos padronizadas pela capacidade dos animais utilizados no transporte, foi tomado como medida de secos, notadamente grãos, e depois acabou designando a área de terra necessária para o plantio de todas as sementes.

## Portugal
No tempo do Condado Portucalense, o alqueire era uma medida nova que tinha acabado de ser importada das regiões peninsulares sob domínio árabe. A primeira referência explícita data de 1111; no entanto, é seguro que o sistema usado desde finais do século XI já incluía um alqueire. Muito provavelmente, nesta época, a palavra alqueire ainda devia designar uma medida única e bem conhecida. Alguns anos depois, talvez já existissem diferentes alqueires, razão pela qual as posturas municipais de Coimbra, de 1145, estipulam que o alqueire (de cereal) deveria ter o peso de 6,5 arráteis, ou seja, uma capacidade em torno de 3,4 litros.
Ao longo da maior parte da primeira dinastia, reinados de Dom Afonso Henriques a Dom Afonso IV, o alqueire legal será equivalente ao módio romano, ou seja, cerca de 8,7 litros. Entretanto, o alqueire legal estava longe de ser usado em todo o território. Dom Pedro I (1357) introduziu um novo alqueire de 9,8 litros e tentou impô-lo a todo o reino. Esse alqueire teve de facto uma maior divulgação do que o anterior alqueire legal, no entanto não chegou a generalizar-se a todo o território. Com Dom Manuel I (1499), o alqueire legal passou a ser o de Lisboa, que equivalia a 13,1 litros. Dom Sebastião I (1575) distribuiu padrões deste alqueire, em bronze, às principais localidades do reino. Mesmo assim, sobreviveram diversos padrões regionais do alqueire. Mais tarde, provavelmente na sequência do terramoto de 1755, a capacidade do alqueire de Lisboa foi ajustada, aproximando-se dos 13,9 litros, o que permitiria uma mais fácil conversão para o sistema castelhano.
Os principais padrões do alqueire usados em diferentes regiões de Portugal no século XIX eram os seguintes:
- 13,1 litros no litoral entre Aveiro e Lisboa
- 13,9 litros, um pouco por todo o país
- 14,9 e 15,7 litros, sobretudo no interior e no sul
- 17,0, 17,5 e 19,3 litros, quase exclusivamente no Entre-Douro-e-Minho

A nível local, usava-se uma infinidade de variantes destes padrões principais.
A introdução do sistema métrico decimal, no século XIX, não impediu que continuassem a ser usados os alqueires tradicionais.
Desde a Idade Média, o alqueire foi também unidade de superfície. Normalmente, um alqueire de superfície era a área de terreno que se semeava com um alqueire de semente.

## Brasil
No Brasil colonial o alqueire passou a ser manufaturado com uma trama de taquara, consistindo numa cesta bastante robusta, na qual se transportavam principalmente milho e feijão, em regiões onde muitas vezes nem estradas havia. Nesse processo, o nome caiu em desuso pela adoção de outros termos.
Quando o alqueire foi convertido de medida de secos para medida de área, primeiro foi subdividido em quatro quartas partes ou quartas (quarta de chão) e depois em unidades menores convertendo-as em litros já com vistas à adoção do sistema métrico.  Entretanto uma quarta correspondia no Brasil a 12,5 a 13,8 litros.
Para piorar a confusão, em São Paulo prevalecia o entendimento de que a medida agrária deveria representar apenas um dos alqueires originais e em Minas Gerais prevaleceu o entendimento de que deveria representar o indissociável par de alqueires, razão pela qual até hoje se conhecem como alqueire paulista a área correspondente a 24 200 metros quadrados e alqueire mineiro, que corresponde a 48 400 metros quadrados, como expressões da concepção original da área de terras, já convertida em braças quadradas, sub-dividida em palmos quadrados. Não obstante, ainda há o alqueire do norte (27 225 metros quadrados), o alqueire baiano (96 800 metros quadrados)e o alqueirão, ou alqueire goiano (193 600 metros quadrados). Ressalte-se que a partir de 1956 o alqueire no Centro-Oeste padronizou-se ao mineiro, ou seja, 48 400 metros quadrados.
Apesar da adoção e exigência legal do sistema métrico decimal, no Brasil rural ainda é comum quantificar a área de propriedades rurais e lavouras em alqueires ao invés de hectares. Essas medições são um tanto arbitrárias, mas existem, e o próprio Ministério do Desenvolvimento Agrário realizou uma compilação das medidas existentes.
- Tabela de Medidas Agrárias Não Decimais[1]

|    | Designação        | Braças    | Metros        | Hectares | Estados                                               |
| 1  | Alqueire          | 50 × 50   | 110 × 110     | 1,21     | SP, MS                                                |
| 2  | Alqueire          | 50 × 75   | 110 × 165     | 1,82     | MG, MT                                                |
| 3  | Alqueire do Norte | 75 × 75   | 165 × 165     | 2,72     | Quase todos.                                          |
| 4  | Alqueire          | 75 × 80   | 165 × 175     | 2,90     | MG                                                    |
| 5  | Alqueire          | 79 × 79   | 173,8 × 173,8 | 3,02     | MG                                                    |
| 6  | Alqueire          | 80 × 80   | 176 × 176     | 3,19     | ES, SP, MG                                            |
| 7  | Alqueire          | 75 × 100  | 165 × 220     | 3,63     | RJ, MG                                                |
| 8  | Alqueire          | 100 × 150 | 220 × 330     | 7,26     | MG                                                    |
| 9  | Alqueire Baiano   | 100 × 200 | 220 × 440     | 9,68     | MG, MT                                                |
| 10 | Alqueirão         | 200 × 200 | 440 × 440     | 19,36    | MG, BA, GO                                            |
| 11 | Alqueire Paulista | 50 × 100  | 110 × 220     | 2,42     | MA, RO, ES, SP, MG, PE, SC, RS, MT, GO, PR e PB       |
| 12 | Alqueire Mineiro  | 100 × 100 | 220 × 220     | 4,84     | AC, RN, BA, ES, RJ, SC, RS, MT, GO, TO, MG, Brasília. |

O último passo em direção à exatidão das medidas agrárias no Brasil está ocorrendo com a exigência legal, com implantação do novo Cadastro de Imóveis Rurais (CNIR), com medidas e descrição pelo Sistema de posicionamento Global (GPS).